# 장조 (전한)
장조(莊助, ? ~ 기원전 122년)는 전한 중기의 관료로, 회계군 오현(吳縣) 사람이다. 《한서》에는 명제의 휘를 피하여 엄조(嚴助)라고 기록되어 있다.

## 생애
군의 현량(賢良)으로 천거되었고, 무제의 주목을 받아 중대부로 발탁되어 주매신·오구수왕·사마상여·주보언·동방삭·종군과 함께 측근이 되었다. 장조는 그 중에서도 특히 중용되어 가장 먼저 출세하였다.
건원 3년(기원전 138년), 민월의 침공을 받은 동구(東甌)가 한나라에 구원을 요청하였다. 태위 전분은 무제에게 도와줄 필요가 없다고 하였으나 장조는 이에 반박하였고, 무제는 장조에게 부절을 주고 회계로 파견하였다. 회계태수가 법령을 들먹이며 병력을 내어주지 않으려 하자 그 사마(司馬)를 베었고, 병력을 징발하여 동구를 구원하러 갔으나 도착하기 전에 민월이 물러갔다.
3년 후, 민월이 이번에는 남월을 침공하였다. 남월은 예전에 한나라와 약조한 바가 있어 출병하지 않고 한나라에 상황을 알렸고, 무제는 장군 둘을 보내 민월을 쳤다. 회남왕 유안은 이를 간하였으나, 한나라 군대가 온다는 소식을 들은 민월에서 왕의 아우 여선(餘善)이 왕을 죽이고 항복하였다. 무제는 남월에 자신의 뜻을 전하고, 또 유안을 치하하기 위하여 장조를 보냈다. 남월에서는 태자를 장조에게 인질로 보냈고, 유안은 장조와 친분을 맺었다.
원수 원년(기원전 122년), 유안의 모반이 발각되었다. 장조는 예전에 장안에 입조한 유안의 선물을 받고, 그와 몰래 담론한 적이 있었기 때문에 연좌되었다. 무제는 장조의 형벌을 가볍게 하려고 하였으나, 정위 장탕의 반대에 부딪혀 결국 주살하였다.

## 출전
- 반고, 《한서》 권64상 엄주오구주보서엄종왕가전 上